# Желен (Болгарія)
Желе́н (болг. Желен) — село в Софійській області Болгарії. Входить до складу общини Своге.

## Населення
За даними перепису населення 2011 року у селі проживали 197 осіб, усі — болгари.
Розподіл населення за віком у 2011 році:
Динаміка населення: